# Бернард II де Баллиол
Бернард II де Баллиол (англ. Bernard de Balliol; умер около 1190) — английский аристократ, феодальный барон Байуэлла и Барнард-Касла, младший сын Бернарда I де Баллиола. В 1174 году участвовал в битве при Алнике, в которой был пленён шотландский король Вильгельм I Лев. По мнению некоторых современных исследователей, Бернард не оставил сыновей, поэтому его владения унаследовал двоюродный брат Эсташ.

## Происхождение
Род Баллиолов происходил из Пикардии; их родовое прозвание восходит, вероятно, к названию поселения Байёль-ан-Вимё, находящегося неподалёку от Абвиля в графстве Понтье в современном французском департаменте Сомма. В Англии Баллиолы появились в 1090-е годы, когда Ги I де Баллиол получил от короля Вильгельма II Рыжего владения в Северной Англии — на землях, выделенных из графства Нортумбрия. Земли располагались в Нортумберленде, Йоркшире и Дареме. Поскольку Ги I не оставил сыновей, его наследником стал племянник, Бернард I де Баллиол, который от брака с Матильдой имел 4 сыновей. Дети Бернарда I названы в порядке старшинства в «Liber Vitæ of Durham». Согласно этому списку, Бернард II, названный «Младшим» показан четвёртым из сыновей.

## Биография
Впервые Бернард упомянут вместе с братьями в качестве свидетеля в хартии отца о пожертвовании аббатству Клюни, датированной около 1138 года. Старший из его братьев, Инграм, судя по всему, умер при жизни отца, не оставив детей. Второй брат, Ги II, наследовал между 1154 и 1162 году английские владения, а земли в Пикардии перешли к третьему брату, Эсташу. Ги умер в начале 1160-х годов и не позже 1167 года, не оставив наследников. Не было детей и у Эсташа. В итоге все владения Баллиолов унаследовал Бернард.
В 1167/1168 году английский король Генрих II Плантагенет наложил на Бернарда штраф за то, что тот не подтвердил размеры своих владений, а в 1169/1170 году выплатил 200 фунтов за возвращение ему захваченных земель.
Во время вторжения в 1174 году шотландцев в Северную Англию Бернард присоединился к Ранульфу де Гленвилю, Роберту III де Стутвилю, Одинелю II де Умфравилю и ряду других северных баронов, приняв участие в битве при Алнике, в которой был пленён шотландский король Вильгельм I Лев. Его действия в этой битве отмечены некоторыми хронистами. Так Вильям Ньюбургский называет Бернарда «благородным и великодушным человеком», а Джордан Фантосм — «надёжным рыцарем».
Бернард закончил строительства замка Барнард в Тисдейле (графство Дарем), а также даровал ряд привилегий выросшего вокруг него города Барнард Касл.
Последним датированным известием о Бернарде является его соглашение с епископом Дарема Гуго де Пюизе, которое было заключено в начале декабря 1189 года при дворе короля Ричарда I Львиное Сердце.

## Брак и наследство
Женой Бернарда была Агнес де Пикиньи, которая, судя по всему, происходила из рода видамов Пикиньи — владельцев сеньории неподалёку от Байёля-ан-Вимё в Пикардии. При этом нет никаких доказательств её родства с также происходившим из Пикиньи родом Пинкенисов, которые, согласно «Книге Страшного суда» были арендаторами в Хантингдоне.
Некоторые исследователи указывали, что наследовавший владения Бернарда Эсташ де Баллиол был его сыном, однако историк Джеффри Стилл полагает, что у Бернарда не было детей, которые бы прожили достаточно долго, чтобы попасть в письменные источники. Некоторые исследователи считают, что сыном Бернарда мог быть Хью де Баллиол, который засвидетельствовал недатированную хартию графини Ады (умерла в 1178), матери шотландского Вильгельма I Льва. Эсташ де Баллиол же, по мнению Стилла и и поддержавшей его доводы А. Бим, был двоюродным братом Бернарда, сыном Хью де Баллиола, сеньора де Эликур, младшего брата Бернарда I де Баллиола.